# 大黒大橋
大黒大橋（だいこくおおはし）は、神奈川県横浜市鶴見区の大黒町と大黒埠頭の間に架かる橋梁である。

## 歴史
大黒町北部は1928年（昭和3年）から1936年にかけて神奈川県により工業用地として埋め立てられ、戦後の高度経済成長に合わせて1955年から1961年にかけて横浜市により南側に拡張された。さらにその南方に、1971年より島式の埠頭である大黒埠頭の埋立が始められた。港湾の物流を担うべく、1971年10月から3年の工期、総事業費約43億円を投じて大黒町と大黒埠頭の間に建設され、1974年10月に竣工した。主塔と橋桁は、当初は朱色に塗装されていたが90年代後半に白色へ塗装が変更される。1989年には、東側に隣接して首都高速神奈川5号大黒線が開通した。

## 構造
大黒町側から2径間のPC桁、3径間連続鋼桁、2径間の斜張橋、3径間連続鋼桁、あわせて10スパンで構成される。ケーブルは門型の主塔から2面、2本ずつファン型に張られ、計8本で橋桁を支える。斜張橋部分の支間長は、大黒町側が100.5m、大黒埠頭側が165.38m。上部構造は、車道は各車線幅3.25mで、往復各2車線。両側に幅2mの歩道が付設されている。路側帯や中央分離帯を含め、総幅員は20.2m。航路限界は、大黒町側が幅63m、大黒埠頭側が幅92m、高さは20.5mが確保されている。

## 眺望
西側に開けており、横浜港や横浜みなとみらい21越しに富士山や丹沢山地を望むことができる。3月7～8日頃と10月5～6日頃の日没時にはダイヤモンド富士が見られることから、「鶴見川からの富士」のスポットの一つとして関東の富士見百景に選定された。大黒町側の「大黒大橋」バス停へは、鶴見駅前と大黒埠頭方面を結ぶ横浜市営バス（17系統）のほか、平日朝夕を中心に生麦と横浜さとうのふるさと（太平洋製糖横浜工場。企業博物館は2004年閉館）を結ぶ便（横浜市営バス181系統）が運行されている。橋は駐停車禁止場所に指定されている。